# Regnum Vegetabile
Regnum Vegetabile (abreviado Regnum Veg.) es una revista con ilustraciones y descripciones botánicas que es publicada en Utrecht desde el año 1953, con el nombre de Regnum Vegetabile; a Series of Handbooks for the Use of Plant Taxonomists and Plant Geographers.